# Содавілл (Орегон)
Содавілл (англ. Sodaville) — місто (англ. city) в США, в окрузі Линн штату Орегон. Населення — 360 осіб (2020).

## Географія
Содавілл розташований за координатами 44°28′59″ пн. ш. 122°52′9″ зх. д. / 44.48306° пн. ш. 122.86917° зх. д. (44.483042, -122.869078).  За даними Бюро перепису населення США в 2010 році місто мало площу 0,80 км², уся площа — суходіл.

## Демографія
Згідно з переписом 2010 року, у місті мешкало 308 осіб у 116 домогосподарствах у складі 85 родин. Густота населення становила 385 осіб/км².  Було 121 помешкання (151/км²).
Расовий склад населення:
| - 89,3 % — білих - 1,6 % — корінних американців - 1,0 % — азіатів - 0,6 % — чорних або афроамериканців |

До двох чи більше рас належало 7,1 %. Частка іспаномовних становила 1,9 % від усіх жителів.
За віковим діапазоном населення розподілялося таким чином: 24,7 % — особи молодші 18 років, 62,3 % — особи у віці 18—64 років, 13,0 % — особи у віці 65 років та старші. Медіана віку мешканця становила 43,5 року. На 100 осіб жіночої статі у місті припадало 108,1 чоловіків;  на 100 жінок у віці від 18 років та старших — 109,0 чоловіків також старших 18 років.
Середній дохід на одне домашнє господарство  становив 55 034 долари США (медіана — 50 938), а середній дохід на одну сім'ю — 59 913 долари (медіана — 57 708). Медіана доходів становила 50 208 доларів для чоловіків та 31 442 долари для жінок. За межею бідності перебувало 9,9 % осіб, у тому числі 3,9 % дітей у віці до 18 років та 9,1 % осіб у віці 65 років та старших.
Цивільне працевлаштоване населення становило 163 особи. Основні галузі зайнятості: освіта, охорона здоров'я та соціальна допомога — 28,8 %, виробництво — 19,0 %, роздрібна торгівля — 16,6 %.